# Supernova typ Ia

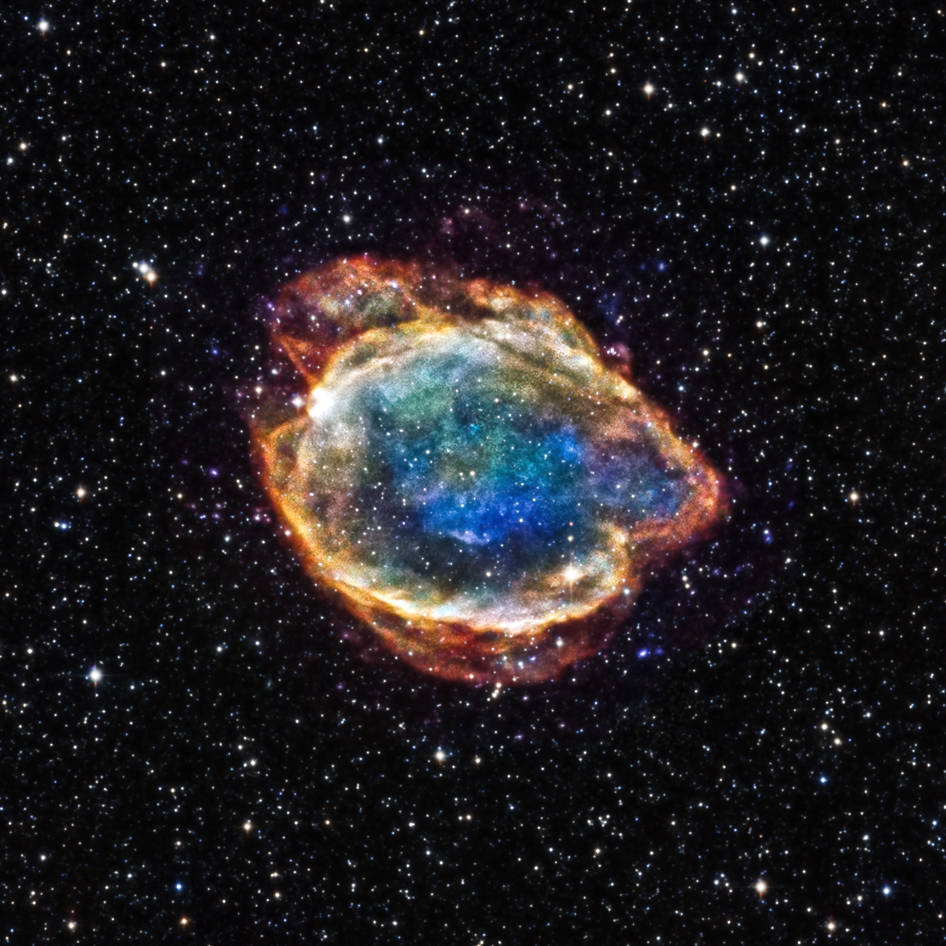
Supernovaresten G299.2-2.9 är resterna av en supernova typ Ia som är belägen i Vintergatan. Bilden är tagen av röntgenteleskopet Chandra och visar att explosionen inte var helt symmetrisk.

En supernova typ Ia, förkortat till SN Ia eller SNe Ia (plural), ibland skrivet supernova typ 1a tros vara en exploderande vit dvärg i ett dubbelstjärnesystem tillsammans med en röd jätte. En supernova typ Ia uppstår när en vit dvärg drar till sig materia från en närbelägen grannstjärna som svällt upp till en röd jätte. När den vita dvärgens massa växt till 1,3 solmassor och närmar sig Chandrasekhargränsen startar kolförbränning i dess inre.  Vita dvärgar från medelstora stjärnor består av mycket kompakt degenererad materia som varken krymper eller sväller vid temperaturförändringar. Kärnreaktionerna i stjärnans inre är starkt temperaturberoende börjar att skena. När omkring 1/4 av den vita dvärgens massa blivit omvandlad till 56Ni exploderar den fullständigt.
Mängden energi som frigörs beräknas vara 1-2×1044 J. Ut i rymden kastas hela stjärnans innehåll där omkring 0,3 solmassor är 56Ni som har en halveringstid på 6 dagar. Det radioaktiva sönderfallet lyser med en absolut magnitud av -19, vilket är 5 gånger starkare än en supernova typ II och 3 miljarder gånger starkare än solen. Under de närmaste veckorna och månaderna minskar mängden 56Ni genom radioaktivt sönderfall och ljuset falnar.
Astronomer uppskattar att en supernova typ Ia exploderar vart 44:e år i Vintergatan. Endast en bråkdel av dessa är möjliga att observera eftersom stora delar av galaxen inte går att observera från solsystemets position.
Det faktum att en supernova typ Ia alltid exploderar vid samma massa och med samma kemiska innehåll gör att de utstrålar samma mängd ljus. De använts för att mäta långa avstånd i rymden genom att man observerar hur mycket ljus som når jorden och räknar ut avståndet med omvända kvadratlagen. Idén föreslogs av Walter Baade år 1938. År 2011 fick Saul Perlmutter, Brian Schmidt och Adam Riess Nobelpriset i fysik för deras upptäckt att universums expansion accelererar istället för, som man tidigare trott, saktar in. Nobelpristagarna gjorde upptäckten när de mätte avståndet till avlägsna galaxer genom att studera ljusstyrkan hos supernova typ Ia-explosioner. Kraften som får universums expansionstakt att öka kallas populärt för mörk energi.

## Bildande

Schema över hur en supernova Ia blir till.

Ingen astronom har sett vilken typ av stjärnor en supernova typ Ia består av. Olika modeller har skapats och de flesta astronomer är överens om att en supernova typ Ia startar med en dubbelstjärna. Den ena stjärnan ungefär dubbelt så stor som solen och den andra aningen större än solen. Stjärnorna ligger i nära omloppsbana kring varandra som en halvt åtskild dubbelstjärna. Den tyngre av de två stjärnorna förbränner sitt bränsle snabbast. När väteförråden börjar tryta i kärnan kan inte strålningstrycket hindra att kärnan kollapsar. I en stjärna med en massa på omkring 0,5-2 solmassor orkar inte elektronerna hålla sin omloppsbana kring atomkärnan, utan pressas så nära atomkärnan som det är möjligt och bildar degenererad materia.  I stjärnan startar heliumförbränning med en heliumblixt och den sväller upp till en röd jätte. Den röda jättens gashölje kommer så nära den mindre stjärnan att den börjar stjäla materia från sin större granne. Den mindre stjärnan växer och stjärnorna får en snävare omloppsbana. Efter några 100 miljoner år slocknar den röda jätten och blir en vit dvärg. I den vita dvärgens kärna finns restprodukten från heliumförbränningen - kol och syre.
Tiden går och den mindre stjärnan får slut på väteförråden i sin kärna. Heliumförbränning startar och den mindre stjärnan sväller upp till en röd jätte. Den andra stjärnan, som är en vit dvärg, börjar dra till sig materia från sin granne. Vätgas och helium ansamlas på den vita dvärgen och antänds. Den vita dvärgen växer i massa. När den dragit till sig såpass mycket materia att den kommit upp i drygt 1,3 solmassor och närmar sig Chandrasekhargränsen startar kolförbränning i dess inre. I en normal stjärna hade en ökad energiproduktion fått den att svälla upp till en röd superjätte, kylas av och bli självreglerande. Men en vit dvärg, som består av degenererad materia, volymförändras inte av ökad temperatur. Kärnprocesserna i den vita dvärgen skenar. Värmen ökar explosionsartat och kol förbränns inte till neon som i en röd superjätte utan direkt till 56Ni, som är slutstadiet hos en röd superjätte innan den exploderar som supernova typ 2. När omkring 0,3 solmassor kol omvandlats till 56Ni slits den vita dvärgen sönder i en enorm explosion. Den vita dvärgen har blivit en supernova typ Ia.
Explosionen sliter sönder grannstjärnan och kastar ut den och materian från den vita dvärgen i rymden. Det utkastade materialet från en supernova typ Ia består av ca 0,3 solmassor 56Ni som är radioaktivt med en halveringstid på 6 dagar. Ljuset från en supernova typ Ia som når jorden kommer inte från själva explosionen, utan från när de radioaktiva ämnena sönderfaller. Det första dagarna lyser supernovan med en magnitud på -19, vilket motsvarar ljuset från 10-tals miljarder stjärnor. Allt eftersom 56Ni atomerna sönderfaller minskar ljusstyrkan i en jämn och förutbestämd takt. Det faktum att en supernova typ Ia alltid exploderar när de är lika stora och med samma kemiska sammansättning gör att de används för att mäta avstånd till avlägsna galaxer.

## Alternativt bildande
En idé är att supernovor av typen Ia kan uppstå genom att två vita dvärgar kolliderar. Novan skulle då inte explodera med samma ljusstyrka varje gång, och olika mängd material skulle kastas ut i rymden. När SN 2006gz exploderade 2006 uppmättes 0,7 magnituder högre ljusstyrka än förväntat från en supernova typ Ia, och materian som kastades ut innehöll 4 gånger mer 56Ni än förväntat (1,2 solmassor). Astronomerna misstänker att två vita dvärgar som legat i tät omloppsbana kolliderat och exploderat. Få supernova typ Ia som avviker från standardmodellen har upptäckts och inga säkra slutsatser har kunnat dras om varför enstaka avviker.

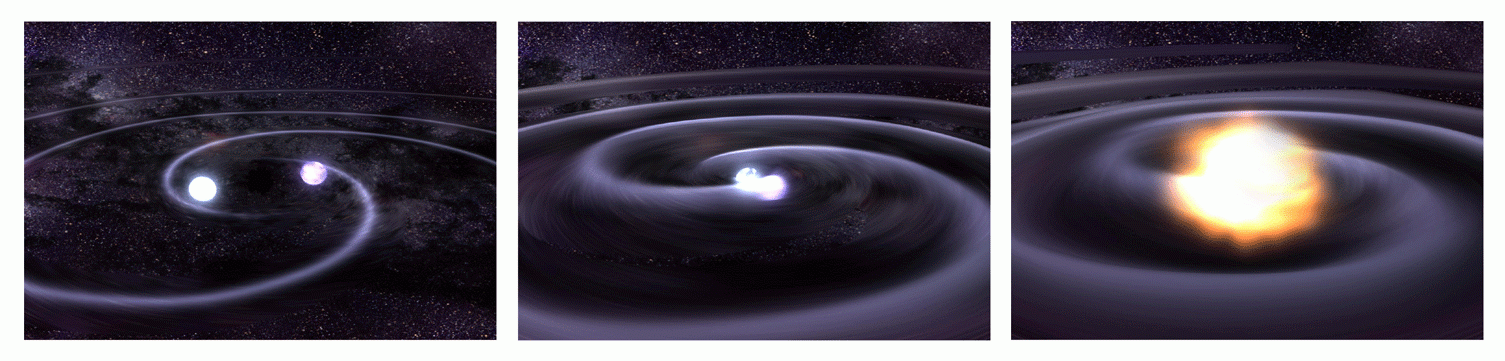
Två vita dvärgar som kolliderar kan explodera som en kraftig supernova typ Ia

## Spektrum och luminans

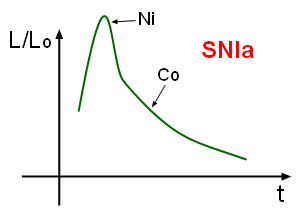
Luminositeten efter en supernova typ Ia. Den första branta delen av kurvan är ljuset från när ^{56}Ni Sönderfaller till kobolt. Den lite flackare delen är när ^{56}Co sönderfaller till järn (^{56}Fe).

Luminositeten efter en supernova typ II (som exploderar när kärnan kollapsar under sin egen tyngd) avtar mer trappformat än för en typ Ia. Det beror på att det utkastade materialet innehåller en större mångfald av radioaktiva grundämnen som sönderfaller olika fort.

En supernova typ 1 saknar helt vätelinjer i sitt spektrum. Detta beror på att stjärnan förlorat sitt hölje av väte innan den exploderar. En supernova typ 1 är indelad i underkategorierna a, b och c, som alla har olika egenskaper.

### Typ Ia
En supernova typ Ia har en stark Si-II linje vid 6150 Å (orange ljus). Avsaknaden av vätelinjer beror på att en stjärnan kastar bort sin vätgashölje när den går från röd jätte till vit dvärg. När den vita dvärgen tvångsmatats till döds av sin grannstjärna och exploderar kastar den ut 0,3 solmassor radioaktivt 56Ni med en halveringstid på 6,1 dagar. Det radioaktiva 56Ni sönderfaller till radioaktivt 56Co med en halveringstid på 77,7 dagar som i sin tur sönder faller till 56Fe (vanligt järn).
De första dagarna efter explosionen kommer ljusstyrkan att öka till magnitud -19. Att den ökar beror på att ljuset till en början skyms av den stora mängd materia stjärnan kastat ut. Efter några dagar när de utkastade resterna från stjärnan skingrats nås magnituden -19. Ljusstyrkan kommer under de första 50 dagarna att minska konstant med 0,065 magnituder per dag. Minskningen beror på att mängden radioaktivt nickel konstant minskar.
Därefter inleds en andra fas där ljusstyrkan konstant minskar med 0,015 magnituder per dag. Det mesta 56Ni har sönderfallit efter 50 dagar, och kvar finns 56Co som sönderfaller 13 gånger långsammare och därmed lyser svagare och falnar långsammare. Andra typer av supernovor tappar 0,010 magnituder per dag vid samma tid, och kan därför enkelt skiljas från  en supernova typ Ia
Anledningen till att en supernova typ Ia avger många gånger mer ljus än en supernova typ II, trots att den bara är 1/10 så stor, är att en supernova typ II, Ib och Ic avger nästan all sin energi i form av neutriner. Skulle dessa tas med i ekvationen är en supernova typ II mycket kraftigare än en supernova typ Ia.
Från vissa supernova typ Ia-explosioner har man uppmätt polariserat ljus. Ljuset från polerna antas vara svagt polariserat och om någon av novans poler pekar mot jorden när den exploderar kan polariseringen mätas. Orsakerna är inte helt utredda, men när supernovor typ II exploderar är explosionen kraftigare ut från polerna på grund av att centrifugalkraften bromsar kärnreaktionerna vid ekvatorn.

### Typ Ib och Ic
Supernovor av typen Ib och Ic är mycket stora stjärnor, så som Wolf-Rayet-stjärnor, som under sitt explosiva liv kastat ut sitt hölje i rymden och blottlagt den heta kärnan. Typ Ib har tydliga heliumlinjer medan typ Ic helt saknar dem. Supernovor av typen Ib och Ic har inget gemensamt med supernovor av typen Ia, förutom avsaknaden av väte. Supernovor av typen Ib och Ic exploderar av samma anledning som en supernova typ II, nämligen att stjärnans kärna kollapsar när strålningstrycket inte längre kan hindra att gravitationen försätter den i fritt fall.

## Avståndsmätning
Typ Ia-supernovors enhetliga sätt att explodera fick astronomen Walter Baade med flera att utveckla en metod för att använda dem för att mäta stora avstånd i rymden. Det är känt sedan länge att om en ljuskälla flyttas dubbelt så långt bort minskar ljusstyrkan till en fjärdedel (omvända kvadratlagen). Samma regel används för att avståndsbestämma en supernova typ Ia. En supernova typ Ia anses ha en absolut magnitud mb=19,3±0,2. Metoden kan användas på korta avstånd inom Vintergatan, men där finns bättre metoder. För mätningar i närområdet används metoden bara som korsreferens. Bäst fungerar den på långa avstånd från 1000 Parsec (ca 3300 ljusår) ända bort till universums utkanter. Åtskilliga typ Ia supernovor på 5 miljarder ljusårs avstånd har uppmätts och 1997 fotograferade Hubbleteleskopet en på ett avstånd av 11,3 miljarder ljusår. Utvecklingen av ljuskänsliga och billiga CCD-sensorer har gjort att det inte behövs några jätteteleskop för att finna och avståndsbestämma avlägsna novor. CCD-sensorerna har gjort att antalet upptäckta novor ökat kraftigt sedan 1990-talet.

## Formel för avståndsbestämning
{\displaystyle {d}=10^{\frac {m-M-a+5}{5}}}
d = Avståndet till typ Ia-supernovan i Parsec.

m = Högsta skenbara magnitud

M = Den högsta absoluta magnituden. För blå spektrumet är den -19,6.

a = Extinktionen (förlusten av ljusmellan novan och kameran)

### Exempel
SN 1963p i galaxen NGC 1084 hade en maximal skenbar magnitud i det blå spektrumet på mB= 14,0. Den absoluta magnituden för en supernova typ Ia i det blå spektrumet är -19,6 och extinktionen uppmättes till 0,49.
{\displaystyle {d}=10^{\frac {14,0-(-19,6)-0,49+5}{5}}=10^{7,\!1622}={42\;MPc\;(140\;miljoner\;ljusar)}}

### Stora avstånd
Metoden är användbar för att mäta mycket stora avstånd. När avstånd på flera miljarder ljusår uppmätts avlägsnar sig galaxen så snabbt från Vintergatan att den speciella relativitetsteorin måste användas för att inte värdena ska bli för stora. Även rödförskjutningen blir vid stora avstånd avsevärd, och ljuskurvan måste korrigeras.